# Histoire de la police
L'histoire de la police retrace le passé de la police, une invention de l'Antiquité qui s'est développée dans les villes du Moyen Âge. En effet, si Rome disposait d'irénarques chargés de la surveillance des mœurs, de la discipline publique et de l'arrestation des brigands, la « police » apparaît en Italie et dans la France méridionale dans les villes qui ont conservé leur statut de municipalité.

## Origines

### Antiquité

#### Chine
Le maintien des lois dans la Chine antique était dévolu à des « Préfets » durant des millénaires. Le territoire chinois était ainsi divisé en préfectures dans les États de Chu et Jin de la période des Printemps et Automnes (-722 à 481 av. J.-C.). Ces fonctionnaires était nommés par le gouverneur local, lui-même redevable à l'Empereur. Les préfets étaient un mélange d'administrateur civil et de policiers qui rapportaient au magistrat local, comme à un juge moderne, les délinquants pour jugement. Les préfets nommaient des sous-préfets pour l'assister dans l'administration des lois et la répression des crimes. Le concept de préfecture s'est graduellement étendu aux cultures environnantes comme la Corée et le Japon. On retrouve un exemple de cette structure dans le film Hero de 2002 où Jet Li joue le rôle d'un préfet.

#### Mondes méditerranéens
Les premiers écrits qui évoquent le principe d'une police dans son concept actuel sont ceux du royaume de l'ancienne Égypte.
Dans la Grèce antique, des esclaves de propriété publique sont utilisés par les magistrats comme des policiers. À Athènes, un groupe de 300 esclaves scythes a pour vocation de maintenir l'ordre, contrôler les foules, mais aussi de se charger des arrestations. Les autres fonctions de la police actuelle, comme les enquêtes et investigations, sont sous la charge des citoyens eux-mêmes.
L'Empire romain dispose, jusqu'à son déclin, d'un système de maintien de l'ordre relativement efficace, bien que jamais une réelle force de police ne soit mise en place dans la cité de Rome elle-même. De nombreuses tactiques policières ont alors été inspirées du système grec. Sous le règne d'Auguste, (27 av. J.-C. - 14 apr. J.-C.), la capitale, atteignant presque le million d'habitants, est divisée administrativement en 14 districts, protégés par 7 brigades de mille hommes. En cas de nécessité, ceux-ci sont renforcés par la garde prétorienne.
À partir du Ve siècle, la police devient une fonction des chefs de clans et d'États.

### Moyen Âge et Temps modernes
En Angleterre, la première forme de police apparut au temps du roi Alfred le Grand (876-899) avec les « tything » qui se composent de dix policiers, sous les ordres d'un chef de police.
En Allemagne, le rôle des forces de police est déterminé au XVe siècle, avant que ne soient édictées les trois lois impériales de la police un siècle plus tard.
En France ce sera sous Louis XIV que Colbert créera la fonction de lieutenant de police. Une charge payée à la royauté et qui autorisera son détenteur à contrôler les unités de mesure de la capitale, Paris, avant de voir son champ de prérogatives s'étendre au fil du temps.

## Types de police

### Polices urbaines
À Paris, en 1254, est créé le chevalier du guet, corps de 25 policiers montés chargés de surveiller la ville de nuit. Le dispositif sera adopté par de nombreuses autres villes. En 1667, un décret est soumis, par Colbert, au roi (Louis XIV) : « La police consiste à assurer le repos du public et des particuliers, à protéger la ville de ce qui peut causer des désordres ». Le poste de lieutenant-général de police est créé; néanmoins, la police alors, qui assure à la fois des tâches administratives et judiciaires, exerce une mission allant bien au-delà de ce que l'on entend aujourd'hui par l'activité policière, relative à la prévention et à la répression des délits et des crimes. À Paris, il faut attendre la création du « sixième bureau », chargé de la « sûreté active », en 1747-1748, pour voir émerger la première force de police au sens moderne. Celle-ci est chargée du contrôle des étrangers à la commune, effectuant parfois des descentes dans les hôtels, auberges, et chambres d'hôtes (lesquels doivent tenir un « registre des logeurs »), afin de vérifier l'identité des personnes hébergées. Cette surveillance s'effectue dans le cadre plus large de la lutte contre le vagabondage, les miséreux et « gens sans aveu », ne pouvant justifier de leur identité, étant enfermés à l'Hôpital général. Après la Révolution, se met en place en France un modèle de police urbaine qui correspond aux actuels gardiens de la paix.

### Polices militaires, polices des polices
En France, la royauté du XIIe au XIIIe siècle, verra la naissance de la maréchaussée, ayant pour fonction de surveiller l'armée, afin d'éviter que celle-ci ou ses déserteurs ne pillent les pays occupés ou traversés.

### Polices autoroutières

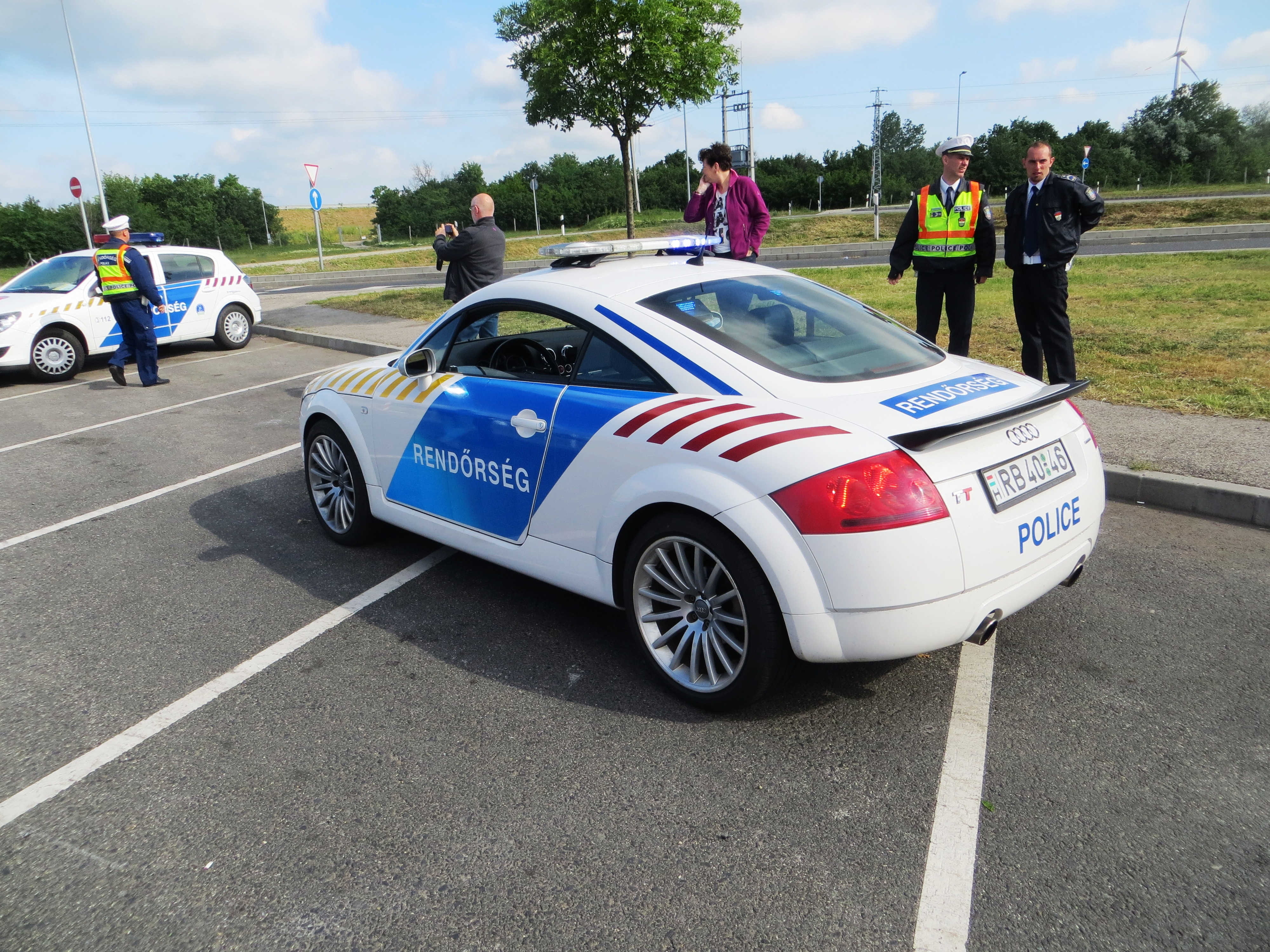
Véhicule d'interception à grande vitesse de la police hongroise.

Les polices autoroutières arrêtent les autres véhicules ayant commis une infraction au code de la route, le plus souvent un dépassement de vitesse sur le réseau autoroutier. Ces brigades sont apparues au XXe siècle, et dépendent dans la majorité des pays de l'État. Dans certains pays, la gendarmerie à statut militaire est responsable de cette surveillance.

### Polices des mers, polices internationales, forces d'interposition
Actuellement, l'on trouve :
- Les police de la guerre, des prisonniers et des réfugiés : la Croix rouge, à rôle également humanitaire ;
- Police des combats et de la guerre : les casques bleus de l'ONU, qui sont selon les traités internationaux, des soldats que l'on ne peut prendre pour cible.

### Polices nationales
En 1789 disparaîtra la police monarchique, une garde nationale ayant tenté de réprimer la Révolution. Dès 1790 seront créés une cinquantaine de commissariats. En 1796, toutes les villes comptant plus de 5 000 habitants comporteront désormais un commissariat
On cite souvent la Marine police force de Londres et la City of Glasgow police en Angleterre, ainsi que la préfecture de Paris, toutes créées vers 1800, comme étant les ancêtres de l'organisation moderne de la police,,. À celles-ci s'ajoute la Metropolitan Police Service, créée en 1829 et qui est la première qui ajoute la prévention policière à son rôle de répression du crime. Les policiers sont connus sous plusieurs noms dont : constables, gendarmes, officiers de paix, agent de police, détectives, shérifs, marshalls, militiens. L'organisation des forces de police varient grandement selon le pays : de locales à nationales, de civiles à militaires.
Vers 1830 apparaissent les polices urbaines nommés sergent de ville. Ils sont armés de sabre et surtout de leurs bâtons blancs. Ils ont des uniformes blancs, qui leur confèrent une certaine notoriété. Recrutés au nombre de 100 en 1829, ils deviennent des ilotiers vers la fin du second empire au nombre de 3000. La fin du règne de Napoléon III rend insupportable le statut de Police. Il faudra restaurer une image plus positive de la police. Le terme d'ilotier est remplacé par celui de gardien de la paix. Ils sont là pour défendre la sécurité de la population.
Le langage populaire les appelle : les cognes, les vaches, à partir de la révolution industrielle.

### Polices politiques
Parmi les polices politiques apparues à la fin du XIXe et au XXe siècle, on peut distinguer :
- les polices des monarchies dictatoriales : l'Okhrana de la Russie tsariste, la SAVAK de l'Iran du Shah ;
- les polices des régimes fasciste, national-socialiste ou conservateur : l'OVRA en Italie, la Gestapo en Allemagne, la Tokkō au Japon, la PIDE au Portugal,
- les polices des dictatures staliniennes : le Guépéou et le KGB en URSS, la STASI en Allemagne de l'Est, la Służba Bezpieczeństwa en Pologne, la Securitate en Roumanie, l'Államvédelmi Hatóság en Hongrie ;
- les polices des dictatures d'Amérique Latine, souvent liées à des escadrons de la mort et à l'armée : la DINA au Chili sous la dictature d'Augusto Pinochet, police fédérale argentine sous la dictature et escadron de la mort Triple A...
- la police de la République islamique d'Iran : la VEVAK.

Ces polices politiques inventent des procédés nouveaux. Au début du XXe siècle, le colonel Sergueï Zoubatov perfectionne l'art de la provocation policière avec la Zoubatovchtchina : il infiltre des agents provocateurs comme le pope Gapon, au sein du mouvement ouvrier, allant jusqu'à créer des organisations ouvrières prétendument « indépendantes » pour contrer la progression des révolutionnaires.

## Par pays

### France
La notion de police est héritée de l'Antiquité avec les villes ayant conservé une municipalité, puis, à partir du IXe siècle, dans les "villes franches" ou communes libres qui possèdent le droit de s'administrer. C'est ainsi que l'on parle de vie policée, de police des marchés, des métiers, des poids et mesure, des jeux, etc.